# Venus Express
| Venus Express (künstlerische Darstellung) |                                                                             |
| Allgemeines                               |                                                                             |
| Sondentyp                                 | Orbiter                                                                     |
| Startdatum                                | 9. November 2005 03:33:34 UTC                                               |
| Ankunft Venus                             | 11. April 2006, 08:07 UTC                                                   |
| Endgültige Umlaufbahn erreicht            | 7. Mai 2006, 15:31 UTC                                                      |
| Startmasse                                | 1270 kg                                                                     |
| Treibstoffmasse                           | 570 kg                                                                      |
| Nutzlastmasse                             | 93 kg                                                                       |
| Größe des Sondenbusses                    | 1,4 m × 1,65 m × 1,7 m                                                      |
| Spannweite der Solarzellen                | 8 m                                                                         |
| Größe der Solarzellen                     | 5,7 m²                                                                      |
| Hersteller                                | Hauptauftragnehmer EADS Astrium und 25 Unterauftragnehmer aus 14 Ländern    |
| Trägerrakete / Flugnummer                 | Sojus-Fregat / ST 14                                                        |
| Lebensdauer                               | ca. 3150 Tage im Venusorbit                                                 |
| Stabilisation                             | 3-achsig                                                                    |
| Kommunikation                             |                                                                             |
| Antennen                                  | 2 Parabolantennen mit 1,3 m und 0,3 m Durchmesser plus 2 Rundstrahlantennen |
| Transponder                               | 2 im S-Band 2 im X-Band                                                     |
| Transponder-Leistung                      | 5 Watt im S-Band, 65 Watt im X-Band                                         |
| Datenrate Sonde–Erde                      | 19–288 kbit/s                                                               |
| Datenrate Erde–Sonde                      | 2000 bit/s                                                                  |
| Datenspeicher                             | 1,5 GB RAM                                                                  |
| Energieversorgung                         |                                                                             |
| Elektrische Leistung                      | 800 W in Erdnähe und 1100 W bei der Venus                                   |
| Batterien                                 | 3 Lithium-Ionenbatterien                                                    |
| Triebwerkssystem                          |                                                                             |
| Haupttriebwerk                            | S 400 mit 400 N Schub                                                       |
| Steuertriebwerke                          | 2 × 4 S 10 mit 10 N Schub                                                   |
| Treibstoff                                | MMH                                                                         |
| Oxidator                                  | Stickstofftetroxid                                                          |
| Umlaufbahnen                              |                                                                             |
| Erste Umlaufbahn                          | 400–350.000 km Höhe mit 82° Äquatorneigung, Umlaufzeit 9 Tage               |
| Später                                    | 165–66.000 km Höhe mit 82° Äquatorneigung, Umlaufzeit 24 h                  |

Venus Express (abgekürzt VEX) war eine Raumsonde der ESA, die am 9. November 2005 mit einer Sojus-FG/Fregat-Rakete vom kasachischen Baikonur aus gestartet wurde. Sie trat nach 153 Tagen Reisezeit am 11. April 2006 in eine Umlaufbahn um den Planeten Venus ein und sendete Daten bis zum Ende der Mission Ende 2014 und ihrem erwarteten Verglühen in der Venusatmosphäre. Die Raumsonde war, nach etwa 20 erfolgreichen sowjetischen und US-amerikanischen Missionen seit den 1960er Jahren, die erste europäische Mission zur Venus.

## Missionsziele
Venus Express entstand aus dem Aufruf der ESA, das Ingenieursmodell von Mars Express wieder zu verwenden (2003). Durch die Verwertung schon existierender Teile, auch wissenschaftlicher Instrumente (von den Sonden Mars Express und Rosetta), ist Venus Express eine relativ preiswerte Raumsonde verglichen mit ähnlich aufwendigen Missionen. Nach einer Bauzeit von nur drei Jahren konnte EADS Astrium die Sonde fertigstellen. Der 1270 kg schwere Orbiter führt 93 kg Nutzlast und 570 kg Treibstoff mit sich. Ein sichtbarer Unterschied zur Schwestersonde sind die viel kleiner ausgelegten Solarpaneele. Da die Sonneneinstrahlung bei der Venus höher ist als beim Mars, wurde die Solarzellenfläche verkleinert und kleine Spiegel zwischen den Solarmodulen eingesetzt, was eine Überhitzung der Paneele verhindern soll. Die Mission soll 220 Millionen Euro kosten, davon 82,4 Millionen Euro für den Sondenkörper.
Wichtigstes Ziel der Mission ist es, die Atmosphäre der Venus mit ihrer rund 20 km dicken und dichten Wolkendecke zu erforschen. Aus den Untersuchungen erhoffen sich die Wissenschaftler Rückschlüsse und Erkenntnisse auf die zukünftige Entwicklung des Klimas der Erde. Im Vordergrund stehen zudem Fragen zu den Prozessen im komplexen Wolkensystem der Venus, der Rolle des Treibhauseffekts bei der Klimabildung, den Ursachen für die chemische Zusammensetzung der Atmosphäre, dem Vorhandensein von Wasser und vermuteter seismischer und vulkanischer Aktivität. Die Primärmission im Venusorbit war für 486 Tage ausgelegt, für genau zwei Rotationen der Venus gegenüber den Sternen, was gut vier Venustagen (relativ zur Sonne) entspricht. Der primären Missionsdauer folgten mehrere Verlängerungen durch die ESA: Im Februar 2007 bis zum Mai 2009, am 10. Februar 2009 bis zum 31. Dezember 2009, am 2. Oktober 2009 bis zum 31. Dezember 2012 und im Juni 2013 abschließend bis 2015. Venus Express umrundete den Planeten auf einer elliptischen Umlaufbahn in einer Entfernung von zunächst 250 bis 66.000 km. Im Jahr 2008 wurde die Perizentrums-Flughöhe auf 185 km verringert. Im Juni/Juli 2014 wurde sie per Aerobraking vorübergehend weiter bis auf 130–135 km reduziert und am 26. Juli für den Rest der Mission durch Triebwerkszündung wieder auf 400 km angehoben. Seit 28. November 2014 konnte nur noch bruchstückhaft mit der Sonde kommuniziert werden.

## Technik
Venus Express bestand aus einem fast kubischen (1,4 m × 1,65 m × 1,7 m) Zentralkörper. Die Sonde führte zu Missionsbeginn in zwei 267-Liter-Tanks insgesamt 570 kg Treibstoff mit sich. Der Tankdruck wird durch einen 35,5 kg schweren Heliumdrucktank erreicht. Das Haupttriebwerk hat 400 N Schub. Weitere acht kleinere Triebwerke à 10 N Schub an jeder Ecke werden für kleinere Kurskorrekturen gebraucht. Alle Triebwerke verbrennen die Treibstoffkombination Stickstofftetroxid und MMH. Die räumliche Orientierung wird durch verschiedene Sensoren, Gyroskope und Accelerometer bestimmt und durch vier Schwungräder à 12 Nms verändert.
Die Sendeleistung betrug 5 Watt im S-Band und 65 Watt im X-Band. Die Datenrate zur Erde betrug zwischen 19 und 228 kbit/s und von der Erde bis zu 2000 bit/s. Man erwartete minimal (bei größter Entfernung zur Erde) 500 Megabyte Daten während der täglichen acht Stunden Kontakt zur Erde. Dies ist vergleichbar mit der Datenmenge, die Mars Express liefert. Bei größter Annäherung sollten es 5 Gigabyte pro Tag sein. Man rechnete mit durchschnittlich 2 GByte/Tag. Als Datenspeicher dient ein RAM von 12 Gigabit (1,5 Gigabyte) Größe.
Das Europäische Raumflugkontrollzentrum (ESOC) der ESA in Darmstadt steuerte die Mission.

## Instrumente
Venus Express nutzt Instrumente, die für Mars Express und für die Kometenmission Rosetta entwickelt wurden. Dadurch können die Kosten dieser anspruchsvollen Mission gering gehalten werden. Die Gesamtmasse der Instrumente beträgt 93 kg. Venus Express führt keine Landekapsel mit. Die Instrumentierung besteht aus sechs aktiven und einem passiven Instrument. Die Instrumente können mit einer Genauigkeit von 0,04 Grad auf einen Punkt auf der Planetenoberfläche ausgerichtet werden.
ASPERA-4 (Schweden)ASPERA (Analyzer of Space Plasmas and Energetic Atoms), ursprünglich für Mars Express entwickelt und für Venus Express modifiziert, soll unter anderem den Einfluss des Sonnenwinds auf die Venus-Atmosphäre untersuchen.
MAG (Österreich)MAG, eine Weiterentwicklung des Rosetta-Magnetometers ROMAP, wird nach einem schwachen Magnetfeld der Venus suchen sowie den Einfluss der Venus auf das interplanetare Magnetfeld erforschen.
PFS (Italien)Das PFS (planetares Fourier-Spektrometer), eine Weiterentwicklung des bereits auf Mars Express benutzten PFS, wird die Venus-Atmosphäre bezüglich Zusammensetzung, Temperaturverteilung und Zirkulation untersuchen.
SPICAV (Frankreich)SPICAV (Spectroscopy for Investigation of Characteristics of the Atmosphere of Venus) ist ein abbildendes Spektrometer für den ultravioletten und infraroten Bereich. Es entstand aus dem Mars-Express-Experiment SPICAM, das für den Einsatz auf Venus Express mit einem dritten, von Belgien gestellten IR-Kanal ausgestattet wurde. SPICAVs Aufgabe ist die Untersuchung der Venus-Atmosphäre.
VeRa (Deutschland)VeRa (Venus Express Radio Science) ist ein passives Experiment, das die Atmosphäre und Oberfläche der Venus untersucht, indem es durch die Venus-Atmosphäre Signale zur Erde sendet. Aus den Fluktuationen der auf der Erde empfangenen Signale lassen sich Rückschlüsse auf die Atmosphäre ziehen.
VIRTIS (Frankreich/Italien/Deutschland)VIRTIS (Visible and Infrared Thermal Imaging Spectrometer), ursprünglich für Rosetta entwickelt, bildet die Venus im infraroten Bereich ab. Es besitzt 120 Spektralkanäle, von denen jedoch nur drei genutzt werden sollen. Während die dichte Atmosphäre der Venus die Beobachtung unterhalb von 70 km im sichtbaren Bereich des Lichts unmöglich macht, lässt sich mit IR ähnlich wie bei dem Saturnmond Titan tiefer schauen, in mindestens einem der drei schmalen Bänder sogar bis zum Boden. VIRTIS soll so die untere Atmosphäre erforschen und u. a. auch nach Anzeichen für Vulkanismus und seismischen Wellen suchen.
VMC (Deutschland)VMC (Venus Monitoring Camera) ist das einzige Venus-Express-Experiment, das neu entwickelt wurde. Es soll die Venus im ultravioletten, sichtbaren und infraroten Bereich abbilden und u. a. die Wolkenbewegung untersuchen. Die Bilder in vier Spektralbereichen werden simultan gewonnen und nutzen jeweils einen Teil der Chipfläche des CCD-Sensors. So beträgt das Gesichtsfeld 17,5 Grad und die Auflösung 0,74 mrad (entsprechend ≈ 405 Pixels pro Bild). Dies sind 185 m aus 250 km Höhe. Bei größter Entfernung von der Venus sinkt die Auflösung auf 45 km. Im Apozentrum passt die gesamte Venus in das Gesichtsfeld. Die Kamera wird im Apozentrum alle 30 Minuten ein Bild machen; insgesamt 20 Stück. In der Nähe des Planeten wird die Frequenz gesteigert und jede Minute ein Bild gemacht, sodass pro Orbit 80 Bilder gemacht werden.

## Ablauf der Mission
Der Start von Venus Express war für den 26. Oktober 2005 angesetzt, das Startfenster war vom 26. Oktober bis zum 23. November offen. Der Start musste jedoch am 21. Oktober auf Anfang November verschoben werden, da man Verunreinigungen innerhalb der Nutzlastverkleidung mit der bereits montierten Fregat-Oberstufe und der Raumsonde fand. Als Ursache stellte sich ein Problem mit der Thermalisolierung der Fregat-Oberstufe heraus, deren Teile auf der Raumsonde gefunden wurden. Die Raumsonde konnte aber schnell und problemlos gereinigt werden, so dass man am 31. Oktober den Start auf den 9. November 2005 um 03:33:34 Uhr UTC festlegte. Der Start verlief wie geplant, 96 Minuten nach dem Abheben trennte sich die Sonde von der Fregat-Oberstufe und begann den Weg zur Venus. Nach zwei Bahnkorrekturen und dem Test aller Komponenten konnte die erste Missionsphase (als LEOP bezeichnet) Mitte November 2005 erfolgreich abgeschlossen werden.

### Ankunft bei der Venus
Am 11. April 2006 trat die Sonde in eine Umlaufbahn um die Venus ein. Dazu wurde um 07:17 Uhr UTC das Haupttriebwerk gezündet, das bis 08:07 Uhr brannte, und die mit 29.000 km/h durchs All fliegende Sonde um 4716 km/h abbremste. So wurde sie von der Schwerkraft der Venus eingefangen und in einen elliptischen Orbit mit einer Umlaufdauer von neun Tagen gebracht.
Am 7. Mai 2006 erreichte die Sonde nach mehreren weiteren Triebwerkszündungen um 15:31 MESZ (im Apoapsis) die 24-stündige Zielumlaufbahn. Diese hat eine Höhe zwischen 250 und 66.000 km über der Planetenoberfläche und 82° Äquatorneigung, wobei sich der bahntiefste Punkt über der Nordhemisphäre und der bahnhöchste über der Südhemisphäre befindet. Mehrere Gründe spielten bei der Auswahl der Zielumlaufbahn eine Rolle:
- Die nahezu polare Umlaufbahn ermöglicht eine globale Erforschung der Venus.
- Die elliptische Umlaufbahn ermöglicht Aufnahmen mit verschiedener Auflösung, von kleinen hochaufgelösten Ausschnitten bis zu fast globalen Ansichten sowie das Untersuchen aller Schichten der Atmosphäre.
- Die Bahn hat etwa 24 Stunden Umlaufzeit, was ermöglicht, dass die Sonde jeden Tag zur selben Zeit mit der gleichen Bodenstation auf der Erde kommunizieren kann.
- Die Bahn ist mit geringem Treibstoffaufwand erreichbar. Um in die Umlaufbahn mit vertretbarem Treibstoffaufwand einbremsen zu können, muss das Bremsmanöver dicht am Planeten erfolgen; die resultierende Bahn ist sehr stark elliptisch. Durch mehrere weitere kurze Bremsungen im bahntiefsten Punkt wird dann der bahnhöchste Punkt auf die gewünschte Höhe abgesenkt, während der bahntiefste Punkt dabei nur vergleichsweise wenig absinkt.

Mitte Mai wurden alle Instrumente, mit Ausnahme des PFS, erfolgreich gestartet, ab dem 4. Juni erfolgte planmäßig der Routinebetrieb.
Am 12. Juni schaltete sich die Sonde kurzzeitig in den Fail-Safe-Modus aufgrund eines Problems der Bodenstation, ab dem 16. Juni wurden die Routineuntersuchungen fortgesetzt.
Ab dem 16. Oktober wurde die Sonde für die obere Konjunktion der Venus (Venus–Sonne–Erde in einer Linie) vorbereitet, die Datenrate wurde auf 298 Bit/s für Senden und 250 Bit/s für Empfang eingestellt. Während einer Winkelentfernung von 1,3° zur Sonne wurden 1600 Pings durchgeführt um die Übertragung zu testen, die Signale brauchten 813 Sekunden für die Entfernung von 244 Millionen km.
Am 8. November wurde die Datenrate wieder angehoben, ab 11. November erfolgten wieder Routineuntersuchungen.
14. November: Kleinere Probleme mit der Cebreros-Radiostation in Spanien.
13. Januar 2007: Die wissenschaftlichen Untersuchungen wurden nicht beeinträchtigt durch erneute Probleme mit der Bodenstation.
Am 13. Juli 2008 wurde damit begonnen, mit mehreren Manövern die Exzentrik der Umlaufbahn zu verstärken. Das Periapsis (tiefster Bahnpunkt) wurde erniedrigt und das Apoapsis (höchster Bahnpunkt) wurde angehoben. Damit erreicht man bei konstanter Umlaufzeit, dass die Sonde näher an der Venus vorbeifliegt und die atmosphärischen Prozesse genauer untersucht werden können.

### Erste Ergebnisse
Mitte April 2006 wurden aus 206.452 km (Planet-)Entfernung Ultraviolett- und Infrarotbilder der Südpolarregion auf der Nachtseite der Venus aufgenommen, wie sie bisher nie möglich waren, und zur Erde übertragen. Sie zeigen deutliche spiralförmige Wirbelstrukturen ca. 55 km über dem Südpol, der ansonsten wie der gesamte Planet von undurchdringlichen Wolken bedeckt ist. Am 27. Juni 2006 teilte die ESA mit, dass auf den Fotos des ersten Venusumlaufs erstmals ein Doppelwirbel über dem Venussüdpol nachgewiesen werden konnte.
Im Oktober 2011 wurde durch die Analyse von Messergebnissen des SPICAV-Spektrometers bezüglich der Absorption ultravioletter Strahlung in der Atmosphäre der Venus eine dünne Ozonschicht  nachgewiesen. Sie befindet sich in ca. 90 bis 120 km Höhe und besitzt im Vergleich zur Ozonschicht der Erde eine etwa hundert bis tausend Mal geringere Konzentration an Ozon-Molekülen.

### Missionsende
Am 16. Mai 2014 erklärte die ESA die vorgesehenen Beobachtungen für abgeschlossen und kündigte ein Aerobraking-Manöver der Sonde zum Abschluss der Mission an. Damit wurden auch tiefere Atmosphärenschichten wie auch Vorgehensweisen für künftige Aerobraking-Manöver untersucht. Bis zum 11. Juli 2014 näherte sich Venus Express der Oberfläche auf minimal 130 km. Die Sonde überstand die Annäherung und lieferte wertvolle Daten der Atmosphäre wie auch der Aufheizung der Sonde sowie Beschleunigungswerte, die eine genauere Kartierung der Venus ermöglichen. Daraufhin kündigte die ESA an, die Umlaufbahn wieder auf 450 km anzuheben, wo die Erforschung der Venus fortgesetzt wird. 
Durch Drittkörperkräfte fällt die Perizentrumshöhe beständig. Jedes halbe Venusjahr wird die Perizentrumshöhe wieder angehoben, so dass für das nächste Halbjahr die Höhe von 190 km nicht unterschritten wird. Das wird so lange fortgesetzt, bis der Treibstoff ausgeht. Am 28. November 2014 verlor das ESOC die Verbindung zur Sonde; seitdem konnten von ihr lediglich sporadisch Daten empfangen werden. Der wahrscheinlichste Schluss daraus ist, dass die Sonde keinen Treibstoff mehr hat, um ihre Lage zu regeln und ihre Antennen stabil zur Erde auszurichten, so dass weder Bahnkorrekturen noch ein dauerhafter Kontakt zwischen Sonde und Erde mehr möglich sind.